# Романовское муниципальное образование (Романовский район)
Романовское муниципальное образование — городское поселение в Романовском районе Саратовской области Российской Федерации.
Административный центр — рабочий посёлок Романовка.

## История
Статус и границы городского поселения установлены Законом Саратовской области от 27 декабря 2004 года № 102-ЗСО «О муниципальных образованиях, входящих в состав Романовского муниципального района».
В 2013 году Краснолиманское и Романовское муниципальные образования преобразованы путём их объединения в Романовское муниципальное образование со статусом городского поселения с административным центром в рабочем поселке Романовка.

## Население
| 2009  | 2010  | 2011  | 2012  | 2013  | 2014  | 2015  |
| ----- | ----- | ----- | ----- | ----- | ----- | ----- |
| 7677  | ↘7271 | ↘7240 | ↘7139 | ↘7020 | ↗7775 | ↘7651 |
| 2016  | 2017  | 2018  | 2019  | 2020  | 2021  | 2025  |
| ↘7463 | ↘7401 | ↘7272 | ↘7111 | ↘7004 | ↘6656 | ↘6355 |

## Состав городского поселения
| № | Населённый пункт | Тип населённого пункта                  | Население |
| - | ---------------- | --------------------------------------- | --------- |
| 1 | Красноармейский  | посёлок                                 | ↘664      |
| 2 | Романовка        | рабочий посёлок, административный центр | ↘5637     |
| 3 | Таволжанка       | железнодорожная станция                 | 19        |
| 4 | Таволжанский     | посёлок                                 | ↘220      |